# Къща музей „Констанцалиева къща“
Къщата музей „Констанцалиева къща“ е музей в село Арбанаси, част от Регионалния исторически музей в град Велико Търново.
Построена в края на XVII къщата първоначално е била собственост на големият арбанашки род Тафрили. След време е купена от жителя на селото Атанас Констанцалията, на когото се дължи името и. Съградена е в централната част на Арбанаси, в близост до известната Коконска чешма. Тя е двукатна и е построена на линията на улицата като натам е обърната изцяло каменната и фасада. Няма поставени еркерни наддавания. Оградена е с каменни зидове на дворното и пространство. Към него водят две входни комуникации. От югозапад се намира висока, масивно изградена каменна порта, имаща две крила за затварянето и, предназначена за вкарване на товари. От северната страна на къщата има друга, по-малка еднокрила врата предназначена за преминаването на пешеходци. Започващата от нея входна линия извежда пред парадния вход на жилището. Той има свод, украсен с фриз от флорални орнаменти. Затваря се от еднокрила, масивна дървена врата обкована с големи железни ковашки пирони. Къщата е била охранявана през специален отвор, разположен по-високо от входа за да може лесно да се стреля по нападатели, ако се наложи.
Долноят етаж на сградата е построен по масивен начин, с ломени камъни. Там са разположени стая и кухня, стая за прислугата и охраната, складове за стоките и конюшня. Между помещенията на приземния етаж умело е обособено скривалище, свързано с горния етаж чрез самостоятелна стълба. Едната от другите две стълби между етажите има представителни функции, а втората е предназначена за ежедневието на обитателите. Горният етаж има масивна стена самооткъм улицата, а останалата му част е паянтова и с гредоред. Столовата е разположена в средата на къщата и има пруст за връзка със сервизните помещения в'къщи – кухня, килер, фурна, мивник, клозети. Спалните и всекидневната одая са обособени около междинен коридор. В най-прикътаната част от къщата е разположена специална стая за родилки. Тя е относително малка, но решението и е много функционално. Леглото е с балдахин, поставящ се върху специално изработени рамки, люлката е окачена над леглото в което почива майката, има и специално място за сушене на пелени. Отоплението на къщата е осъществявано чрез сложна система от зидани печки.
След превръщането в музей в къщата е разположена експозиция представяща бита на арбанашките жители от XIX век.